# 5 oktober
5 oktober är den 278:e dagen på året i den gregorianska kalendern (279:e under skottår). Det återstår 87 dagar av året.

## Namnsdagar

### Svenska almanackan
- Nuvarande – Bror

- Föregående i kronologisk ordning

- Före 1901 – Placidus
- 1901–1985 – Bror
- 1986–1992 – Bror, Brage och Bruno
- 1993–2000 – Bror och Bruno
- Från 2001 – Bror

Placidus fanns, till minne av en martyr, som blev dränkt av pirater i Messinas hamn, på dagen före 1901, då det utgick, och Bror infördes.
Brage infördes på dagens datum 1986, men utgick 1993. Bruno infördes 1680 på 6 oktober, men utgick redan 1730 – 1753 återinfördes det på 6 oktober och fanns där fram till 1901, då det åter utgick. 1986 återinfördes det på dagens datum, men flyttades 2001 till 17 juli.

### Finlandssvenska almanackan
- Nuvarande från 2020[3] – Inger, Ingrid
- I föregående revideringar[a][4]
  - 1929–2019 – Ingrid, Inger

## Händelser
- 1143 – Alfons VII av León och Kastilien erkänner konungadömet Portugal som självständigt.[5]
- 1582 – begravs Peder Swart som var biskop i Västerås.
- 1582 – Den gregorianska kalendern införs.
- 1665 – Kiels universitet grundas.
- 1789 – Kvinnotåget till Versailles tvingar med sig Ludvig XVI till Paris under franska revolutionens berömda oktoberdagar.
- 1793 – Den franska revolutionskalendern införs.
- 1897 – Läggs grunden till Nordiska Metall AB senare döpt till Svenska Metallverken AB i Västerås.
- 1908 – Bulgarien förklarar sig oberoende från det Osmanska riket.
- 1910 – Oktoberrevolutionen i Portugal äger rum.
- 1961 – Syrien blir självständigt.
- 1962
  - The Beatles släpper sin första singel Love Me Do.
  - Första James Bond filmen, Dr. No (Agent 007 med rätt att döda) har premiär.
- 1967 – Omar Ali Saifuddin III abdikerar och hans son Hassanal Bolkiah blir ny sultan i Brunei.
- 1969 – Komikergruppen Monty Python gör debut på brittisk tv med serien Monty Pythons flygande cirkus.
- 1988 – I en folkomröstning om Pinochets framtid vid makten, vinner nejsidan med 56% av rösterna, och därmed återkommer demokratin i Chile.
- 1997 – Christina Odenberg vigs, som första kvinna i Sverige, till biskop i Lunds stift. Vigningen äger rum i Uppsala domkyrka.
- 2003
  - RUT-avdrag föreslås vid en motion i Sveriges riksdag [6].
  - Martin Lidberg, Sverige tar VM-guld i 96-kilosklassen i brottning för herrar i Créteil, Frankrike.
- 2004
  - Flera av de svenska morgontidningarna ändrar sitt format till tabloid.
  - Vulkanen Mount Saint Helens blir åter aktiv.
- 2006 – Fredrik Reinfeldt väljs till ny statsminister i Sverige efter riksdagsvalet 2006.
- 2011 – En ny motortrafikled mellan Enånger och Hudiksvall invigs.

## Födda
- 1658 – Maria av Modena, drottning av England, Skottland och Irland 1685–1688 (gift med Jakob II).
- 1665 – Catharina Bröms, svensk brukspatron vid Wij säteri och bruk 1708–1735.
- 1713 – Denis Diderot, fransk författare och filosof.
- 1728 – Charles Éon de Beaumont, fransk diplomat och äventyrare.
- 1751 – James Iredell, amerikansk jurist.
- 1785 – Lars Molin (mer känd som Lasse-Maja), svensk tjuv som ofta förklädde sig i kvinnokläder.
- 1829 – Chester A. Arthur, amerikansk politiker, USA:s vicepresident mars–september 1881, president 1881–1885.
- 1864 – Arthur Zimmermann, tysk utrikesminister.
- 1878 – Louise Dressler, amerikansk skådespelare.
- 1879 – Peyton Rous, amerikansk virolog, mottagare av Nobelpriset i fysiologi eller medicin 1966.
- 1885 – Ida Rubinstein, rysk dansös.
- 1887 – René Cassin, fransk jurist och domare, mottagare av Nobels fredspris 1968.
- 1891 – Alfred Meyer, tysk nazistisk politiker.
- 1899
  - Georges Bidault, fransk politiker, ordförande i Frankrikes provisoriska regering 24 juni–28 november 1946.
  - Marcus Wallenberg, svensk företagsledare och finansman.
- 1902 – Ray Kroc, amerikansk företagare, MacDonald’s skapare.
- 1904 – Greta Wassberg, svensk sångare.
- 1907
  - Jean Louis, fransk-amerikansk kläddesigner och scenograf.
  - Mrs. Miller, amerikansk sångare, som sjöng hellre än bra.
  - Allan Shivers, amerikansk politiker.
- 1911 – Flann O'Brien, irländsk författare.
- 1912 – Karl Hass, tysk SS-officer.
- 1919 – Donald Pleasence, brittisk skådespelare.
- 1923
  - Stig Dagerman, författare och journalist.
  - Claes Esphagen, svensk skådespelare.
  - Glynis Johns, brittisk skådespelare.
- 1925
  - Robert Burren Morgan, amerikansk demokratisk politiker, senator (North Carolina) 1975–1981.
  - Raisa Strutjkova, rysk ballerina och koreograf.
- 1927 – Göran Lindgren, svensk filmproducent.
- 1934 – Angelo Buono Jr., amerikansk seriemördare.
- 1936 – Václav Havel, tjeckisk författare, politiker och president.
- 1943 – Ginny Brown-Waite, amerikansk republikansk politiker, kongressledamot 2003–.
- 1946 – Kjell Johansson (bordtennisspelare), Hammaren, mottagare av Svenska Dagbladets guldmedalj 1965.
- 1947 – Brian Johnson, brittisk musiker, sångare i AC/DC.
- 1950 – Jeff Conaway, amerikansk skådespelare.
- 1951
  - Karen Allen, amerikansk skådespelare.
  - Bob Geldof, irländsk musiker och sångare, initiativtagare till Live Aid 1985.
- 1952 – Vanderlei Luxemburgo, brasiliansk fotbollstränare.
- 1953 – Anne-Li Norberg, svensk skådespelare.
- 1955 – Denny Rehberg, amerikansk republikansk politiker, kongressledamot 2001–2013.
- 1957 – Jakob Nielsen, dansk-amerikansk författare och konsult inom dator- och webbanvändbarhet.
- 1961 – Kimmo Kivelä, finländsk politiker.
- 1962 – Christina Kjellsson, svensk visartist och lärarinna på Nordiska Visskolan i Kungälv.
- 1965
  - Mario Lemieux, kanadensisk ishockeyspelare.
  - Ellinor Persson, svensk programledare i tv.
  - Sylvia Rauan, svensk skådespelare.
  - Patrick Roy, kanadensisk ishockeyspelare.
- 1967 – Guy Pearce, australiensisk skådespelare.
- 1969
  - Boo Ahl, svensk ishockeymålvakt.
  - Tom Packalén, finländsk politiker.
- 1970 – Josie Bissett, amerikansk skådespelare.
- 1975 – Kate Winslet, brittisk skådespelare.
- 1980 – Joakim Brodén, svensk sångare, medlem i Sabaton.
- 1980 – Paul Thomas, amerikansk musiker, basist i Good Charlotte.
- 1982 – Markus Fagervall, svensk artist, vinnare av Idol 2006.
- 1983 – Nicky Hilton, amerikansk designer och modell.
- 1985 – Nicola Roberts, brittisk sångare, medlem i Girls Aloud.
- 1991 – Pär Lindholm, svensk ishockeyspelare.
- 1993 – Martin Frk, tjeckisk ishockeyspelare.

## Avlidna
- 1056 – Henrik III, tysk-romersk kejsare 1046–1056.
- 1214 – Alfons VIII, kung av Kastilien sedan 1158.
- 1285 – Filip III, kung av Frankrike sedan 1270.
- 1791 – Grigorij Potemkin, rysk fältmarskalk, statsman.
- 1828 – Thomas B. Robertson, amerikansk politiker, guvernör i Louisiana 1820–1824.
- 1836 – Robert Henry Goldsborough, amerikansk politiker, senator (Maryland) 1813–1819 och 1835–1836.
- 1837 – Hortense de Beauharnais, drottning av Kungariket Holland.
- 1853 – Mahlon Dickerson, amerikansk politiker, marinminister 1834–1838.
- 1880 – Jacques Offenbach, tyskfödd fransk opera- och operettkompositör.
- 1881 – George G. Fogg, amerikansk politiker, diplomat och publicist.
- 1892 – Fyra av de fem Bröderna Dalton, amerikanska brottslingar.
- 1899 – James Harlan, amerikansk politiker, senator (Iowa) 1855–1865 och 1867–1873.
- 1918 – Roland Garros, fransk flygpionjär.
- 1926 – Richard F. Pettigrew, amerikansk politiker och advokat, senator (South Dakota) 1889–1901.
- 1930 – Stina Berg, svensk skådespelare.
- 1938
  - Faustina Kowalska, polsk nunna, helgon (2000).
  - Albert Ranft, svensk teaterchef och skådespelare.
- 1953 – Hjalmar Lundgren, svensk författare.
- 1962 – Tod Browning, amerikansk filmregissör och skådespelare.
- 1967 – Stanley C. Wilson, amerikansk republikansk politiker, guvernör i Vermont 1931–1935.
- 1976 – Lars Onsager, 72, norsk-amerikansk kemiingenjör, mottagare av Nobelpriset i kemi 1968.
- 1981 – Gloria Grahame, amerikansk skådespelare.
- 1984 – Gertrud Danielsson, svensk skådespelare.
- 1985 – Harald Cramér, svensk matematiker, högskolerektor, universitetskansler
- 1989 – Isobel Ghasal, 92, svensk opera- och konsertsångare.
- 1992 – Eddie Kendricks, amerikansk musiker (The Temptations).
- 1994 – Luc Jouret, fransk sektledare.
- 2001
  - Emilie Schindler.
  - Mike Mansfield, amerikansk demokratisk politiker och diplomat, senator (Montana).
- 2002 – Mia Čorak Slavenska, kroatisk ballerina.
- 2004
  - Maurice Wilkins, 87, nyzeeländsk-brittisk fysiker och molekylärbiolog, mottagare av Nobelpriset i fysiologi eller medicin 1962.
  - Rodney Dangerfield, 82, amerikansk skådespelare och ståuppkomiker.
- 2008 – Abu Qaswarah, omkr. 43, svensk-marockansk islamistisk terrorist.
- 2009 – Israel Gelfand, 96, rysk matematiker.
- 2011
  - Bert Jansch, 67, brittisk (skotsk) folksångare och gitarrist.
  - Steve Jobs, 56, amerikansk entreprenör, tidigare vd, senare styrelseordförande för Apple Inc.
  - Richard Holmlund, 47, svensk fotbollstränare.
  - Charles Napier, 75, amerikansk skådespelare.
- 2012 – Keith Campbell, 58, brittisk biologiprofessor, mannen bakom det klonade fåret Dolly.
- 2014
  - Misty Upham, 32, amerikansk skådespelare (Frozen River).
  - Anna Przybylska, 35, polsk skådespelerska och modell.
  - Jurij Ljubimov, 97, rysk teaterregissör, skådespelare och pedagog.
  - Göte Hagström, 96, svensk friidrottare (hinderlöpare), OS-brons 1948.
  - Andrea De Cesaris, 55, italiensk racerförare (Formel 1).
- 2015 – Henning Mankell, 67, svensk deckarförfattare.